# Uragano Okeechobee
L'uragano Okeechobee, noto anche come uragano San Felipe II, è uno dei cicloni tropicali che ha causato il maggior numero di vittime nella storia degli Stati Uniti d'America, dopo l'uragano di Galveston del 1900, l'uragano San Ciriaco del 1899 e l'uragano Maria del 2017. Quarto ciclone tropicale, terzo uragano e l'unico grande uragano della stagione 1928, si formò il 6 settembre e si dissipò il 21 settembre successivo. Sulla base dei dati raccolti, è stata ricostruita un'intensità associabile alla categoria 5 sulla scala Saffir-Simpson. Causò più di 4000 morti, dei quali circa 2500 negli Stati Uniti e in particolare in Florida presso il lago Okeechobee, e circa 1200 nell'arcipelago della Guadalupa. Risulta essere l'uragano documentato che ha prodotto il maggior ammontare di danni in Florida e l'unico di categoria 5 ad essere approdato su Porto Rico.

## Storia meteorologica

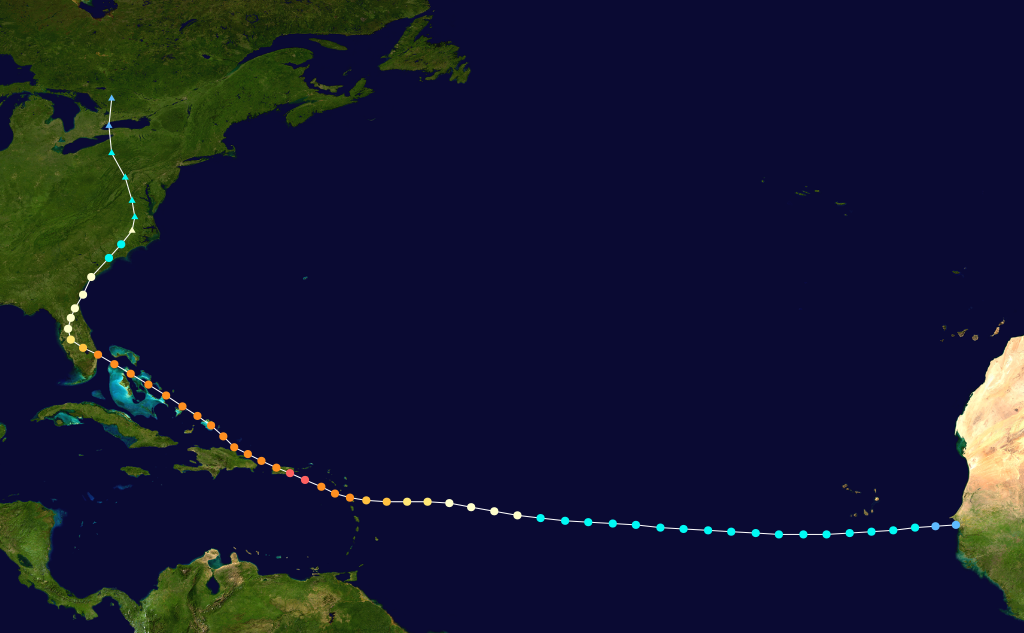
Percorso dell'uragano.

Il 6 settembre 1928 alcune navi registrarono la formazione di una depressione tropicale al largo della costa occidentale africana, in prossimità di Dakar, in Senegal. Il giorno successivo, un'altra nave riferì la formazione di venti che soffiavano a 95 km/h, così che la perturbazione raggiunse la condizione di tempesta tropicale. Sulla base di questi resoconti, il progetto di rianalisi degli uragani atlantici del NOAA dedusse che il sistema avesse raggiunto lo stato di tempesta tropicale già alla fine del 6 settembre 1928. Tuttavia, la mancanza di osservazioni della tempesta per diversi giorni non ha permesso di classificarne l'evoluzione attraverso l'oceano Atlantico. Il 10 settembre 1928 la SS Commack fu la prima nave ad osservare la tempesta a circa 1450 km a est della Guadalupa. Nello stesso giorno, le relazioni di altre due navi portarono lo US Weather Bureau ad identificare la tempesta come un uragano d'intensità crescente.
La tempesta continuò ad intensificarsi mentre si avvicinava alle piccole Antille. Attorno a mezzogiorno (ora locale) del 12 settembre 1928, l'occhio del ciclone passò in prossimità della Guadalupa, raggiungendo la pressione barometrica di 940 mbar, con venti sostenuti che hanno raggiunto i 240 km/h, l'equivalente di un categoria 4 sulla scala Saffir-Simpson. Proseguendo verso ovest-nordovest, l'uragano passò poco a sud dell'isola di Saint Croix, per poi procedere verso Porto Rico. Il 13 settembre l'occhio del ciclone, ampio circa 25 km, attraversò Porto Rico in otto ore, da sud-est verso nord-ovest, da Guayama verso Aguadilla e Isabela. Una nave vicino alla costa meridionale registrò un minimo di pressione di 931 mbar, mentre l'anemometro di San Juan riportò venti sostenuti fino a 260 km/h prima di rompersi. Sulla base di questi dati, l'uragano approdato a Porto Rico è stato classificato con la categoria 5 sulla scala Saffir-Simpson, anche se, a causa delle grandi dimensioni della tempesta non vi era certezza sul picco di intensità raggiunto.
Dopo aver lasciato Porto Rico, l'uragano si indebolì con venti, misurati presso la località di Isabela, alla velocità di 230 km/h, e con una pressione di 941 mbar. La tempesta continuò a procedere in direzione ovest-nordovest, passando vicino alla costa settentrionale dell'isola di Hispaniola e riprendendo a rafforzarsi. Il 15 settembre passò a circa 55 km dall'isola di Grand Turk con venti di circa 190 km/h e una pressione di 965 mbar. Il giorno successivo l'uragano raggiunse l'arcipelago delle Bahamas, con un'intensità assimilabile a un uragano di categoria 4. La sera del 16 settembre 1928 l'uragano raggiunse la Florida e approdò nei pressi di West Palm Beach con venti stimati di 233 km/h e una pressione di 929 mbar. All'epoca, questa risultò essere la pressione ambiente più bassa mai registrata negli Stati Uniti, superando i 935 mbar misurati durante l'uragano di Miami del 1926.
In seguito, l'uragano si indebolì rapidamente mentre procedeva nell'entroterra, attraversando il lago Okeechobee, mantenendo lo stato di uragano date le sue dimensioni. Il 17 settembre, mentre passava vicino Jacksonville con venti a 120 km/h, cambiò direzione, muovendosi verso nord-est. Il 18 settembre raggiunse ancora una volta il mare aperto, rafforzandosi leggermente, per poi fare un secondo approdo negli Stati Uniti nei pressi dell'isola Edisto, nella Carolina del Sud con venti a 140 km/h. Procedendo velocemente in direzione nordest, il sistema si indebolì, riducendosi a una tempesta tropicale mentre attraversava la Carolina del Nord. Nel corso del 19 settembre 1928 la tempesta si evolse in un ciclone extratropicale, per poi dirigersi verso nord-nordovest lungo la costa orientale degli Stati Uniti. Il 21 settembre la tempesta si dissipò sull'Ontario, dopo essersi combinata con un'altra perturbazione.

## Impatto

### Isole Sopravento
Dopo la sua formazione, la tempesta raggiunse le isole Sopravento Settentrionali nel mar dei Caraibi con intensità crescente. Sull'isola di Dominica si registrarono venti a 39 km/h; non ci furono segnalazioni di danni, sebbene si verificò un decesso, mentre nell'isola della Martinica ci furono tre vittime. La Guadalupa fu colpita direttamente dall'uragano con un'intensità assimilabile alla categoria 4 sulla scala Saffir-Simpson e con scarso preavviso; il bilancio delle vittime fu di 1200, e i rapporti sui danni trasmessi tramite Parigi indicavano una "grande distruzione" sull'isola. Circa tre quarti dei residenti dell'isola rimasero senza casa, intere comunità vennero distrutte e buona parte dei raccolti andò persa.
Le isole britanniche di Saint Kitts, Nevis e Montserrat subirono notevoli danni, nonostante il preavviso sull'arrivo dell'uragano. A Montserrat vennero segnalati 42 morti, a Saint Kitts 9, mentre sull'isola di Nevis 13. L'uragano distrusse molti edifici anche sull'isola di Antigua, inclusi uffici governativi, scuole ed ospedali, causando nove morti. Anche l'isola di Saint Croix subì notevoli danni agli edifici e ai raccolti, nonché alcune vittime.

### Porto Rico

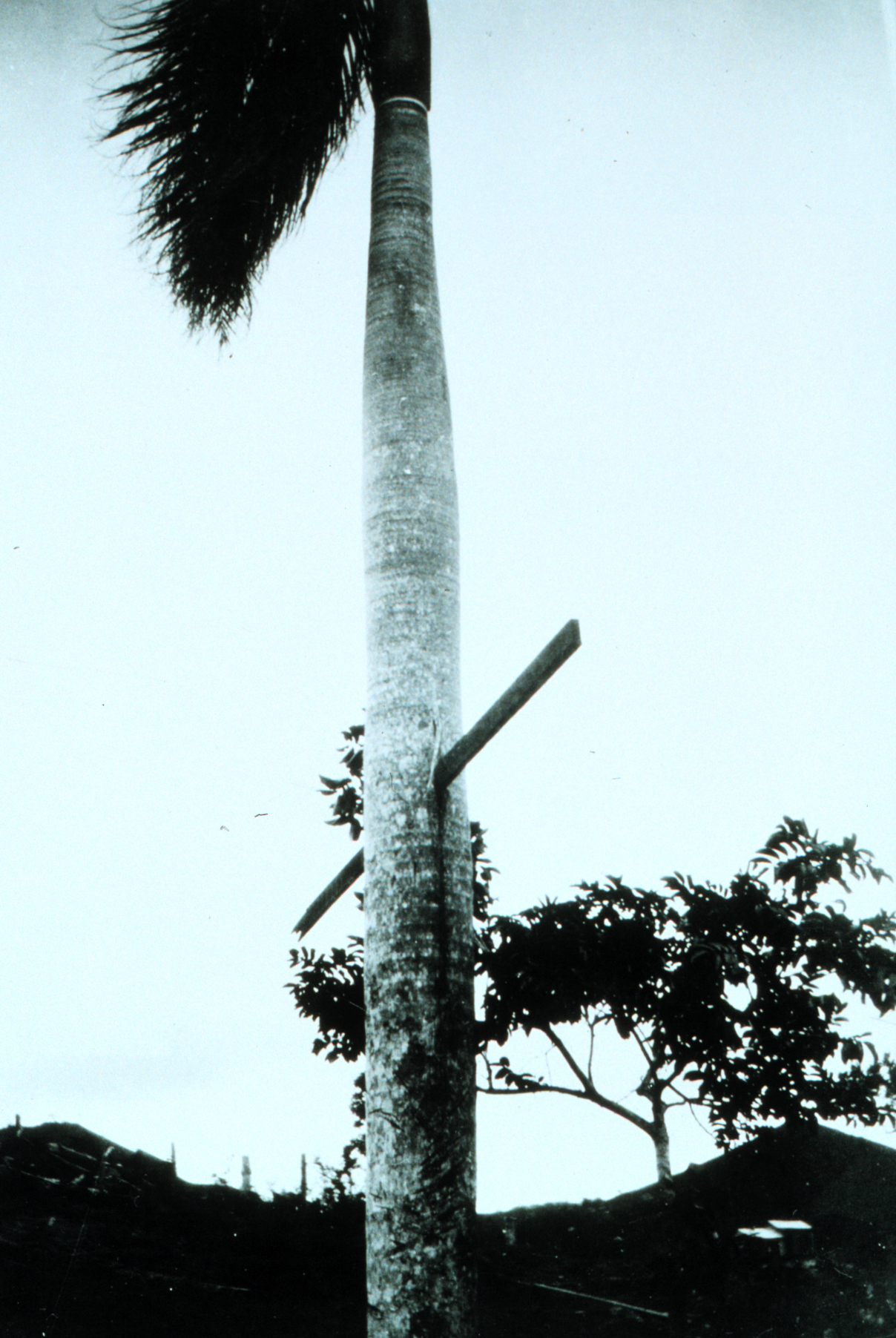
Un asse di legno conficcatosi in una palma durante il passaggio dell'uragano a Porto Rico.

Mentre la tempesta stava passando vicino a Dominica, l'US Weather Bureau situato a San Juan, avvertì della minaccia dell'uragano che avrebbe colpito l'isola di Porto Rico entro uno o due giorni; l'avviso fu distribuito su tutta l'isola tramite il telegrafo e dalla stazione radio navale ogni due ore. Si trattò della prima volta che un avviso di uragano venne trasmesso via radio. Furono inoltre pubblicati avvisi per 12 porti lungo la costa meridionale, costringendo le navi a evitare l'isola o a rimanere in porto. Questa buona preparazione all'impatto dell'uragano evitò che il numero di vittime (312) raggiungesse i livelli dell'uragano San Ciriaco del 1899, ossia circa 3000 morti. L'ufficio del Weather Bureau di San Juan considerò la tempesta come la più grande, intensa e distruttiva che fosse stata registrata a Porto Rico.
L'uragano raggiunse notevoli dimensioni mentre approcciava Porto Rico, dove arrivò con un'intensità assimilabile alla categoria 5 sulla scala Saffir-Simpson. A Guayama per 18 ore di fila vennero registrati venti di uragano e una pressione minima di 931 mbar; considerando che la tempesta si stesse muovendo a circa 21 km/h, venne stimato che il diametro dei venti di uragano fosse di circa 377 km. Le precipitazioni registrate tra il 13 e il 14 settembre 1928 restano il record per la massima precipitazione associata a un uragano a Porto Rico in un periodo di quarantotto ore. Nelle regioni più piovose, come nell'Adjuntas nella Cordillera Central e nella Sierra de Luquillo, la pioggia è stata di oltre 640 mm, e 752 mm registrati nell'Adjuntas. L'anemometro situato a Puerta de Tierra perse una delle sue coppe alle 11:44 del 13 settembre, proprio quando aveva registrato una velocità massima di 240 km/h, una velocità che è stata mantenuta per cinque minuti consecutivi; in precedenza lo stesso strumento aveva misurato 260 km/h per un minuto. Poiché queste misurazioni furono prese a circa 48 km dall'occhio del ciclone, alcune stime dell'epoca riportarono che in prossimità dell'occhio si potessero essere raggiunti i 320 km/h.
Il passaggio dell'uragano sull'isola causò 312 morti e danni quantificati in 50 milioni di dollari. Intere cittadine vennero devastate, soprattutto quelle che si trovavano lungo il percorso dell'occhio del ciclone. Inoltre, i rapporti ufficiali affermarono che "diverse centinaia di migliaia" di persone rimasero senza casa: 24728 case vennero distrutte, mentre 192444 parzialmente distrutte. Anche alcuni zuccherifici andarono distrutti, così come la maggior parte dei campi di canna da zucchero furono allagati, rovinando i raccolti dell'anno. Circa la metà delle piante di caffè e degli alberi da ombra che le ricoprivano furono distrutte; quasi tutto il raccolto di caffè andò perso e l'industria del caffè avrebbe impiegato anni per riprendersi. Anche le piantagioni di tabacco subirono grandi perdite. Dopo questo uragano, Porto Rico non riacquistò più la sua posizione di principale esportatore di caffè.
Questo uragano è stato a lungo il più intenso ad aver colpito l'isola di Porto Rico, fino al passaggio dell'uragano Maria nel 2017.

### Grandi Antille e Bahamas
Dopo aver colpito Porto Rico, l'uragano, che aveva perso un po' d'intensità, passò appena a nord dell'isola di Hispaniola, causando pochissimi danni, poiché i venti a sud del nucleo centrale erano più deboli. Inoltre, l'allerta preventiva permise di ridurre il numero di navi che attraversavano la regione.
Mentre l'uragano passava nelle vicinanze, sull'isola di Grand Turk vennero registrati venti di 193 km/h. Due imbarcazioni naufragarono mentre si arenavano a Grand Turk, sebbene gli equipaggi si salvarono; invece, uno sloop che viaggiava da Ambergris Cay a Grand Turk affondò e tutte le 18 persone a bordo morirono. Venti di 193 km/h vennero registrati anche a Nassau, nell'arcipelago delle Bahamas prima che l'anemometro si rompesse. Oltre ai venti, la tempesta produsse forti piogge nella regione, per un totale di 230 mm a Nassau. Analogamente a Porto Rico, le autorità delle Bahamas avevano ricevuto un ampio preavviso dell'avvicinarsi dell'uragano e i preparativi ridussero al minimo la perdita di vite umane nelle isole. Il passaggio dell'uragano causò gravi danni in tutte le Bahamas, soprattutto a proprietà e raccolti.
A Nassau andarono distrutti anche gli edifici che erano stati ricostruiti dopo il passaggio di un uragano nel 1926. A Bimini vennero osservati venti sostenuti di 230 km/h, che causarono gravi danni agli edifici. Abitazioni, chiese ed edifici governativi andarono danneggiate o distrutte ad Eleuthera e in altre isole dell'arcipelago bahamense.

### Florida

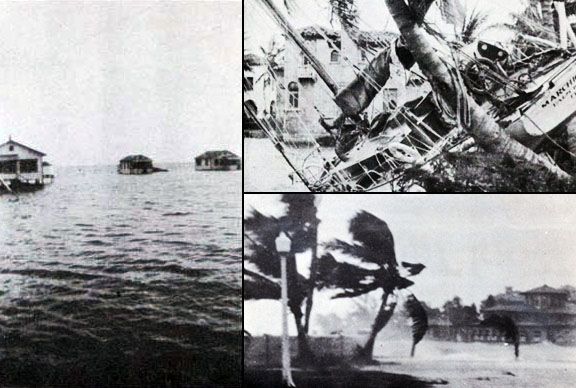
Danni provocati dall'uragano in Florida.

Mentre l'uragano attraversava le Bahamas, l'US Weather Bureau emise avvisi di tempesta da Miami a Titusville, in seguito aggiornati ad avviso di uragano da Miami a Daytona Beach. Vennero pubblicati avvisi di uragano anche per la costa occidentale da Punta Rassa ad Apalachicola e, dopo che la tempesta cambiò direzione, gli avvisi di uragano vennero estesi lungo la costa orientale fino a Jacksonville. Grazie all'efficacia di questi avvisi, i rischi e i successivi danni vennero ridotti; il numero di decessi nell'area costiera di Palm Beach fu di 26. Forti venti colpirono la Florida meridionale mentre l'uragano si avvicinava dal mare, con tre segnalazioni non ufficiali di 161 km/h. Nell'area meridionale di Miami i venti raggiunsero i 126 km/h, mentre a Key West i 63 km/h. Al momento dell'approdo, l'occhio era largo circa 40 km e, dopo essersi spostato nell'entroterra, attraversò il lago Okeechobee, dove venne segnalato un periodo di calma di circa 30 minuti. I venti a Canal Point, adiacente al lago, vennero stimati fino a 257 km/h; l'anemometro volò via dopo aver segnalato venti sostenuti di 121 km/h. La pressione a Canal Point scese a 942 mbar, mentre a Bartow, poco a nord del lago, scese a 966 mbar.
Assieme all'uragano di Miami del 1926 e all'uragano Andrew del 1992, rimane uno dei tre uragani atlantici che hanno colpito la terraferma meridionale della Florida con una pressione centrale inferiore a 940 mbar. Il numero di morti in Florida superò le 2500 unità, facendone uno degli uragani che ha causato più vittime negli Stati Uniti.
Oltre alle vittime, vennero uccisi 1278 capi di bestiame e 47389 di pollame. L'agricoltura venne significativamente colpita, essendo andato distrutto il grosso del raccolto di agrumi, mentre il raccolto sopravvissuto venne ritardato fino a metà ottobre a causa degli allagamenti. Anche le comunicazioni vennero gravemente colpite: in tutto lo stato 32000 famiglie rimasero senza servizio telefonico, 400 pali furono rotti e altri circa 2500 rimasero piegati. I danni alla proprietà sono stati stimati in 25 milioni di dollari. Il governatore della Florida John W. Martin stimò che 15000 famiglie rimasero senza casa nella sola contea di Palm Beach, mentre circa 11500 famiglie dovettero essere sistemate altrove.

#### Florida meridionale

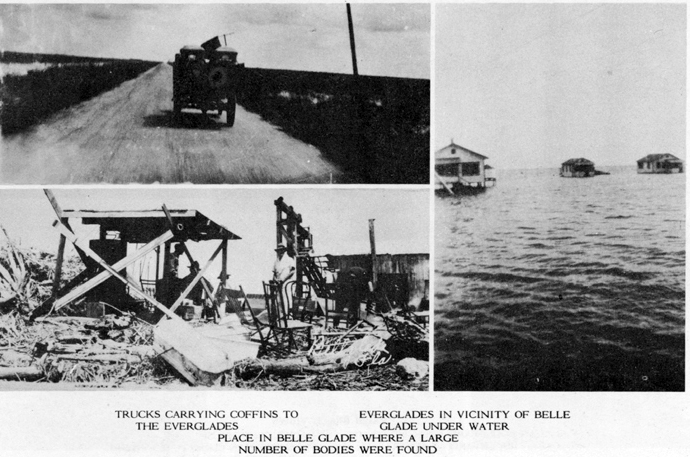
Danni provocati dall'uragano nella Florida meridionale.

A Miami, Hollywood e Fort Lauderdale i danni furono minimi, limitati a finestre, tendoni e tetti rotti. Numerose linee elettriche e telefoniche vennero abbattute a Fort Lauderdale. A nord, da Pompano Beach a Jupiter, gli edifici subirono gravi danni a causa dei forti venti e delle onde di tempesta di 3 m. Varie cittadine subirono notevoli danni e buona parte delle case dovette essere demolita. A Boca Raton un treno merci con 32 vagoni, che procedeva lungo la Florida East Coast Railway, venne spinto dal vento in un fossato.
A Lake Worth circa il 50% delle case venne danneggiato o distrutto, mentre il 75% degli edifici nel quartiere commerciale subì danni. I danni lungo la costa, stimati in diversi milioni di dollari, furono più gravi nell'area di Palm Beach. A West Palm Beach la tempesta distrusse 1711 case e ne danneggiò altre 6369, 268 attività commerciali andarono perse, mentre altre 490 vennero colpite, per un ammontare di poco meno di 13,8 milioni di dollari di danni. Allo stesso modo, ci furono gravi danni causati dal vento anche a Palm Beach: circa 600 strutture, tra le quali ville ed hotel, vennero colpite, mentre il Rainbow Pier subì solo danni strutturali alle sue ringhiere, per un ammontare di oltre 2 milioni di dollari di danni. I venti furono talmente forti che fecero oscillare di circa 430 mm la torre del faro di Jupiter Inlet.

#### Lago Okeechobee ed Everglades

Area approssimata delle inondazioni attorno al lago Okeechobee.

Nell'entroterra l'uragano causò una diffusa distruzione lungo le sponde densamente popolata del lago Okeechobee. I residenti erano stati avvisati di evacuare nel corso della giornata, ma dopo che l'uragano non arrivò nei tempi previsti, molti decisero di tornare alle loro case. Nelle settimane precedenti alla tempesta, forti piogge avevano causato l'innalzamento del lago di quasi un metro tra il 10 agosto e il 10 settembre, riempiendo canali e fossi nelle vicinanze. Le precipitazioni portate dall'uragano stesso fecero ulteriormente innalzare il livello del lago Okeechobee. Mentre la tempesta attraversava il lago, il vento che soffiava da sud indusse un'onda di tempesta che fece traboccare la piccola diga che era stata costruita all'estremità meridionale del lago. L'inondazione che ne seguì coprì un'area di centinaia di miglia quadrate con l'acqua che in alcuni punti era profonda più di 6,1 m. Le case vennero sollevate dalle fondamenta e distrutte. La maggior parte dei sopravvissuti e dei corpi furono trascinati nelle Everglades, dove molti dei corpi non furono mai ritrovati. Anche le perdite agricole nell'area circostante il lago Okeechobee furono significative, con praticamente tutti i raccolti distrutti e oltre 150 trattori danneggiati.
Dopo il passaggio della parte posteriore dell'occhio dell'uragano, l'inondazione si invertì e andò a rompere gli argini lungo la costa settentrionale del lago, causando, però, allagamenti in misura minore. La Route 98, allora nota come Conner's Highway, rimase chiusa fino al gennaio successivo, quando il ponte sul fiume Onosohatchee a Taylor Creek fu ricostruito, dopo che il ponte originale era stato spazzato via a circa 46 m a monte. Nella contea di Okeechobee le case lungo il lago furono distrutte dall'onda di tempesta, mentre le abitazioni all'interno della città di Okeechobee furono gravemente danneggiate o distrutte dai venti che soffiavano a 140 km/h. Sulle isole di Kreamer e di Ritta, all'interno del lago, molti residenti ricevettero informazioni sulla tempesta quando era troppo tardi per evacuare. La maggior parte delle case e degli edifici fu spazzata via e decine di persone morirono annegate. A South Bay quasi tutte le case furono distrutte e diversi edifici furono scoperchiati, e vennero segnalati almeno 160 decessi. Durante gli anni 20, Okeelanta aveva subito diverse inondazioni e incendi; dopo essere stata gravemente allagata durante questo uragano, fu abbandonata. Varie altre cittadine vennero gravemente colpite, con ampie devastazioni e numerosi morti.
Le acque alluvionali persistettero per diverse settimane, ostacolando notevolmente i tentativi di ripulire la devastazione. I servizi funebri furono rapidamente sopraffatti e molti dei corpi furono sepolti in fosse comuni. Circa il 75% delle vittime erano lavoratori agricoli migranti, rendendo molto difficile l'identificazione sia dei morti che dei dispersi; di conseguenza, il conteggio dei morti non fu molto accurato. La Croce Rossa stimò il numero di vittime in 1836, che fu preso come conteggio ufficiale dall'US Weather Bureau per molti anni. Tuttavia, nel 2003, il conteggio delle vittime negli Stati Uniti fu rivisto ad almeno 2500, rendendo l'evento uno dei disastri naturali col maggior numero di morti nella storia degli Stati Uniti.

#### Florida centrale e settentrionale
A Fort Myers i danni furono limitati a decine di piccole imbarcazioni e baracche da pesca sul lungomare. Nella contea di Martin un ponte che collegava Stuart e Palm City fu gravemente danneggiato e chiuso al traffico, di conseguenza; venne così istituito un servizio di traghetti temporaneo attraverso il fiume St. Lucie fino al completamento delle riparazioni al ponte nell'estate del 1929. A Fort Pierce la maggior parte dei danni fu limitata alle aree del lungomare, per un ammontare complessivo di circa 150000 $ di danni.
Nelle aree interne della Florida centrale e settentrionale, gli effetti furono principalmente limitati alle perdite agricole, in particolare agli agrumi, sebbene il vento avesse danneggiato le strutture. Tra Sebring e Lake Wales 200 pali del telefono furono abbattuti. A Bartow, le finestre degli edifici commerciali furono frantumate e i cartelli furono abbattuti, mentre anche diversi tetti e camini subirono danni. Raffiche di vento fino a 110 km/h colpirono Lakeland, sradicando molti alberi e colpendo diversi edifici, tra cui l'ospedale, diverse aziende e il Florida Southern College (FSC). Nel complesso, Lakeland subì danni per circa 50000 $. Lievi danni furono segnalati ad Orlando. Forti venti fino a 80 km/h colpirono l'area di Jacksonville, provocando danni minori a Jacksonville Beach.

### Stati Uniti orientali
Oltre alla Florida, i danni causati dall'uragano negli Stati Uniti furono minori. In Georgia molte strade vennero allagate o spazzate via nell'area di Savannah, mentre i venti abbatterono alberi e linee elettriche. Si sono verificate forti piogge dalla Florida orientale attraverso l'area costiera della Georgia, Carolina del Sud e del Nord e la Virginia sud-orientale. Il massimo livello di precipitazioni (318 mm) venne raggiunto a Darlington, nella Carolina del Sud. La tempesta causò inondazioni nella Carolina del Nord e generò venti di forza prossima a quella di un uragano e un'onda di tempesta di 2,1 m nell'area di Norfolk. Dopo che l'uragano divenne una tempesta extratropicale, il suo campo di vento divenne molto ampio: Atlantic City, nel New Jersey, registrò venti di 122 km/h nonostante fosse lontana dal centro della tempesta.

## Conseguenze
Dopo il passaggio dell'uragano, in Florida si attivarono i soccorsi. La mattina del 18 settembre 1928 un treno con a bordo 20 medici e 20 infermieri partì da Miami verso West Palm Beach. Il Miami Citizens Relief Committee, attivato all'interno della locale sezione della Croce Rossa, trasportò nelle aree colpite e distribuì aiuti e derrate alimentari, come pane, latte, caffè, zucchero, coperte, brandine e medicine. Il primo treno coi soccorsi partì da Miami già il 17 settembre 1928, con a bordo anche il senatore statunitense Joseph Taylor Robinson, candidato alla vicepresidenza durante le elezioni presidenziali dello stesso anno. Il quartier generale dei soccorsi venne fissato a Lake Worth, dove i primi feriti erano stati curati presso il locale hotel e alla stazione dei pompieri; solo da Lake Worth, almeno un centinaio di persone vennero portate a Miami per cure mediche. Vennero richieste anche dosi di antitossina, siero antitifoide e almeno 200 sieri antitetanici. Richieste di ulteriori soccorsi, come migliaia di lettini, arrivarono anche da West Palm Beach e Kelsey City.

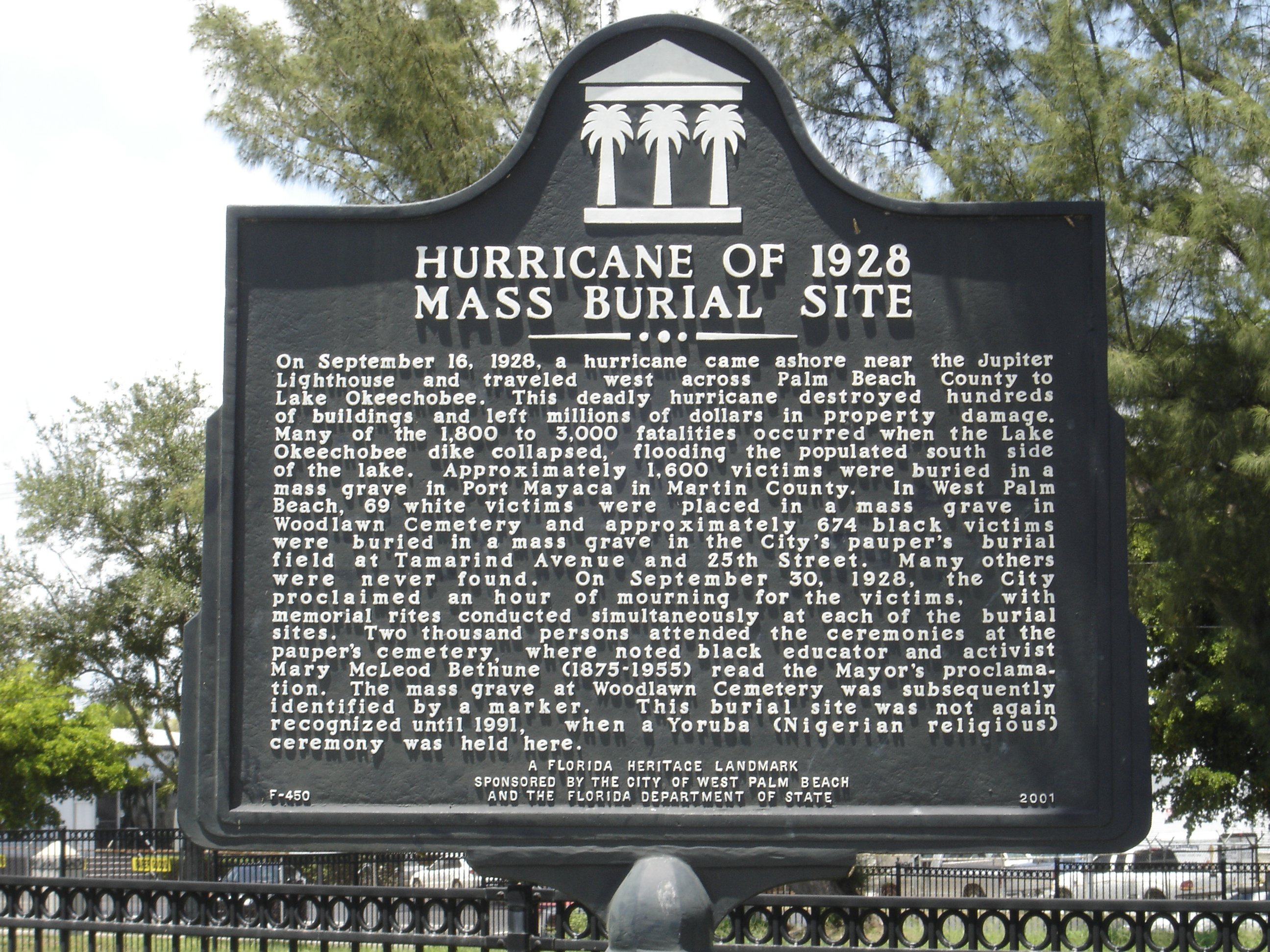
Placca commemorativa presso il sito della fossa comune di West Palm Beach.

In Florida, nonostante l'uragano avesse colpito ampie aree dello stato, il bilancio delle vittime risultò molto più alto e con le peggiori conseguenze nelle aree economicamente povere della bassa pianura vicino al lago Okeechobee, come le città di Belle Glade, Chosen, Pahokee, South Bay e Bean City. La maggior parte delle centinaia di vittime erano lavoratori agricoli migranti, e la maggior parte erano afroamericani. I lavoratori neri sopravvissuti vennero incaricati dei lavori di pulizia dopo il passaggio dell'uragano, come il recupero dei cadaveri. Le bare scarseggiavano e le poche disponibili vennero riservate ai bianchi. Il cimitero Woodlawn di West Palm Beach ricevette per la sepoltura i corpi di 69 vittime, 61 delle quali erano bianchi, mentre i corpi di 674 vittime afroamericane vennero sepolti in una fossa comune fuori dal cimitero. Altre fosse comuni vennero allestite nelle cittadine a est del lago Okeechobee, mentre altri cadaveri vennero bruciati in pire funerarie. Nel 2000, dopo che per anni gli attivisti avevano evidenziato la mancanza di considerazione verso le centinaia di vittime afroamericane dell'uragano, il comune di West Palm Beach acquistò il terreno che era stato destinato alle fosse comuni. Nel 2002 il sito venne inserito nel National Register of Historic Places. Nel 2003, nel corso degli eventi per commemorare il settantacinquesimo anniversario dell'uragano, venne posta una stele commemorativa nel sito delle fosse comuni.
In seguito all'uragano, lungo la costa della Florida, era evidente che gli edifici ben costruiti e con solide serrande non avevano subito gravi danni strutturali, così come gli edifici con strutture solide, in acciaio, cemento, mattoni o pietra. Dopo le evidenze di questo uragano e del precedente del 1926, vennero introdotte nuove norme migliorative nei codici dell'edilizia locale e statale.

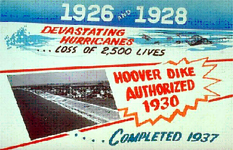
Cartello che pubblicizza la costruzione dell'argine Hoover lungo attorno al lago Okeechobee.

Per prevenire il ripetersi di simili disastri, l'assemblea legislativa della Florida creò l'Okeechobee Flood Control District, che fu autorizzato a collaborare con lo United States Army Corps of Engineers nelle iniziative di controllo delle inondazioni. Dopo un'ispezione personale dell'area da parte del presidente statunitense Herbert Hoover, il Corps of Engineers redasse un piano per la costruzione di canali di esondazione, paratoie di controllo e argini principali lungo le rive del lago Okeechobee. Fu progettato un sistema a lungo termine per il controllo delle inondazioni, la conservazione dell'acqua, la prevenzione dell'intrusione di acqua salata e la conservazione delle popolazioni di pesci e animali selvatici. Una delle soluzioni fu la costruzione dell'argine Herbert Hoover.

## Nome dell'uragano
Fu solo all'inizio degli anni 1950 che il US Weather Bureau incominciò ad assegnare dei nomi agli uragani, mentre dal 1978 la scelta dei nomi è ufficialmente in carico all'organizzazione meteorologica mondiale. In precedenza, gli uragani venivano chiamati col nome di un luogo, di una persona o di una cosa dove avevano colpito maggiormente; questo uragano è noto maggiormente col nome "Okeechobee" in relazione alle vittime e ai gravi danni inflitti nell'area attorno al lago Okeechobee. Nei Caraibi era comune la pratica di chiamare gli uragani col nome del santo, la cui festività sul calendario cristiano ricorreva il giorno nel quale l'uragano approdava o passava vicino. Infatti, questo uragano è noto a Porto Rico come "uragano San Felipe II" perché approdò sull'isola il 13 settembre 1928, giorno in cui ricorre la festività cattolica di San Filippo martire; secondo perché nel 1876 l'isola di Porto Rico fu colpita da un uragano più debole, ma distruttivo, chiamato "uragano San Felipe".